# جزر مارياس
جزر إيسلاس مارياس (جزر ماري) أرخبيل في المكسيك، يتألف من أربع جزر. يقع الأرخبيل في المحيط الهادئ، على بعد حوالي 100 كيلومتر (62 ميلاً) من ساحل ولاية ناياريت ونحو 370 كيلومترًا (230 ميلاً) جنوب شرق رأس كاليفورنيا. تتبع هذه الجزر لبلدية سان بلاس في ناياريت. تم استخدام الجزر كمستعمرة سجن حتى 18 فبراير 2019، عندما أمر الرئيس أندريس مانويل لوبيز أوبرادور بإغلاقها كسجن فيدرالي تحت اسم سجن إيسلاس مارياس.
أول أوروبي قام باكتشاف هذه الجزر كان دييغو هورتادو دي ميندوزا، ابن عم إيرنان كورتيس، في عام 1532، الذي أطلق عليها اسم جزر ماغدالينا. ولم يجد العلماء أي دليل على وجود سكان للجزيرة قبل الاكتشاف . وفي عام 2010، تم تعيين الأرخبيل كمحمية إيسلاس مارياس البيولوجية من قبل اليونسكو.

## الجغرافيا
تبلغ مساحة الجزر 244.97 كيلومتر مربع (94.58 ميل مربع) ويبلغ عدد سكانها 1116 نسمة في جزيرة إيسلا ماريا مادري اعتبارًا من تعداد عام 2005 إلى جانب حوالي 8000 سجين. أما الجزر الأخرى فهي غير مأهولة بالسكان. المستوطنة الرئيسية هي بويرتو باليتو، ويبلغ عدد سكانها 602 نسمة.